# Yukiko (kejsarinna)
Yukiko, född 14 november 1680, död 18 mars 1720, även känd som Shōshūmon’in, var en japansk kejsarinna, gift med kejsar Higashiyama av Japan.

## Biografi
Yukiko var dotter till prins Arisugawa-no-miya Yukihito, som tillhörde en sidogren av kejsarhuset. Hon blev en av kejsarens gemåler 1697, födde prinsessan Akiko (1700–1756) år 1700, blev befordrad 1707, och fick titeln kejsarinna 1708. Hon var en av endast fyra kejsarinnor under Edoperioden.